# Hrnčiarske Zalužany
Hrnčiarske Zalužany és un poble i municipi d'Eslovàquia que es troba a la regió de Banská Bystrica.

## Història
La primera menció escrita de la vila es remunta al 1362.

## Demografia
| Godina             | 1994 | 2004   | 2014   | 2024   |
| ------------------ | ---- | ------ | ------ | ------ |
| Nombre de persones | 847  | 857    | 874    | 812    |
| Diferència         |      | +1,18% | +1,98% | −7,09% |

| Godina             | 2023 | 2024   |
| ------------------ | ---- | ------ |
| Nombre de persones | 834  | 812    |
| Diferència         |      | −2,63% |